# Quinsac (Dordoña)
 Quinsac  es una población y comuna francesa, situada en la región de Aquitania, departamento de Dordoña, en el distrito de Nontron y cantón de Champagnac-de-Belair.

## Demografía
| 441 | 391 | 427 | 450 | 421 | 425 |
| Para los censos de 1962 a 1999 la población legal corresponde a la población sin duplicidades (Fuente: INSEE [Consultar]) |     |     |     |     |     |